# The Notion Club Papers
The Notion Papers Club (pol. Notatki Klubu Myśli) – niedokończona powieść J.R.R. Tolkiena z 1945 r. Po raz pierwszy wydana w 1992 r. w ramach Sauron Defeated (IX tomu Historii Śródziemia).
Powieść zawiera (jako części składowe) dwa utwory Tolkiena, będące wariacjami na temat angielskich legend: King Sheave (o Sceafie, legendarnym królu Longobardów i protoplaście dynastii z Wesseksu) oraz poemat The Death of St. Brendan (poświęcony Brendanowi Żeglarzowi). Publikacji w Sauron Defeated towarzyszy także około 40 stron komentarzy autorstwa Christophera Tolkiena, dotyczących The Notion Papers Club.

## Fabuła
Historia opowiedziana jest w formie notatek ze spotkań Klubu Myśli – klubu dyskusyjnego, którego członkowie mieli się spotykać w latach 80. XX wieku w Oksfordzie.
Głównym bohaterem jest jeden z członków klubu – Alwin Arundel Lowdham. Bierze on ożywiony udział w rozmowach klubowiczów, poświęconych sile mitów i legend. Pewnego dnia Lowdham zaczyna śnić o Numenorze – zaginionej cywilizacji, kojarzonej przez członków klubu z Atlantydą – i dzielić się treścią tych snów z Klubem Myśli. Kolejne wizje na ten temat pozwalają mu odkryć historię Numenoru oraz nauczyć się języków Śródziemia (quenyi, sindarinu i adûnaickiego). Koniec historii sugeruje, że Lowdham może być wcieleniem Elendila (w mitologii Śródziemia będącego mieszkańcem Numenoru).
The Notion Papers Club poprzedzone są wstępem, opowiadającym fikcyjną historię znalezienia i publikacji zapisków. Dokumenty miały być znalezione w 2012 roku przez jednego z urzędników Uniwersytetu Oksfordzkiego, opublikowane, a następnie przeanalizowane przez dwóch badaczy.

## Historia powstania
The Notion Papers Club to druga próba zmierzenia się Tolkiena z tematem podróży w czasie. W latach 30. XX wieku pisarz umówił się z C.S. Lewisem, że napiszą książki o podróży w czasie i w przestrzeni. Lewis stworzył wówczas powieść pt. Out of the Silent Planet (pierwszy tom późniejszej Trylogii Kosmicznej); Tolkien planował natomiast napisać opowieść o podróży w czasie, której bohater miał doświadczyć zatopienia Atlantydy. Historia ta miała nosić tytuł The Lost Road (pol. Zaginiona droga), ale pisarzowi nie udało się jej dokończyć. Została opublikowana dopiero w 1987 roku w ramach Utracona droga i inne pisma (piątej części Historii Śródziemia).
Inspiracją dla stworzenia przez Tolkiena Klubu Myśli mieli być Inklingowie oraz książka The Johnson Club Papers z 1899 roku.

## Miejsce w twórczości Tolkiena
Imię Alwin, noszone przez głównego bohatera, wywodzi się z języka staro-wysoko-niemieckiego i jest odpowiednikiem staroangielskiego imienia Ælfwine, oznaczającego „przyjaciela elfów”. Bohaterowie The Lost Road – potomkowie Ælfwine’a Żeglarza (bohatera Księgi zaginionych opowieści) – również nosili imiona o podobnym znaczeniu i mieli doświadczać wizji zniszczenia Numenoru.
Christopher Tolkien uważał, że gdyby jego ojciec dokończył The Notion Papers Club, utwór byłby mocniej związany z mitologią Śródziemia. W szczególności Alwin Arundel Lowdham miał być wprost określony jako potomek Ælfwine’a Żeglarza.
Verlyn Flieger, badaczka twórczości Tolkiena, stała na stanowisku, zgodnie z którym ukończenie The Lost Road lub The Notion Papers Club pozwoliłoby Tolkienowi na stworzenie zarówno wstępu, jak i epilogu mitologii Śródziemia. W ten sposób spełniłoby się marzenie pisarza o przeplataniu się historii, mitu i fikcji literackiej.